# Struktura elektronskih pasov
Struktura elektronskih pasov v fiziki trdne snovi opisuje področja in strukturo dovoljenih in nedovoljenih stanj elektrona v kristalni mreži. Struktura elektronskih pasov v veliki meri določa mnoge lastnosti snovi.

## Nastanek pasov v snoveh
V atomu se nahajajo elektroni na točno določenih tirnicah, ki jih imenujemo tudi orbitale. Kadar pa imamo večje število atomov (npr. molekula ali kristal) se orbitale razcepijo in dobimo večje število orbital. V kristalu z N atomi se atomska stanja razcepijo na N stanj. Atomska stanja se razširijo v pasove, ker je teh stanj izredno veliko. V vsakem stanju sta lahko po dva elektrona (Paulijevo izključitveno načelo). Tako je lahko v vsakem elektronskem pasu po 2N elektronov. Znotraj pasu se elektroni obnašajo skoraj kot prosti delci. Posamezne orbitale se energijsko tako malo razlikujejo, da lahko govorimo o zvezni porazdelitvi in ne več o nezvezni. Posamezno skupino orbital v zveznem delu energijske porazdelitve imenujemo energetski pas. Med posameznimi pasovi so še področja, ki jih elektroni ne morejo zavzeti. Te pasove imenujemo prepovedani pasovi. Trdna snov ima večje število pasov. 

## Vrste pasov
V trdni snovi imamo običajno naslednja pasova
- valenčni pas
- prevodni pas

Med njima je prepovedani pas.
Po lastnostih pasov lahko sklepamo kako se bo obnašala snov (npr. pri prevajanju električnega toka).
Pri kovinah se valenčni in prevodni pas prekrivata in sta delno zasedena z elektroni. Snov prevaja električni tok ne glede na temperaturo.
Pri polprevodnikih je pas z nižjo energijo valenčni pas (zapolnjen z elektroni), tisti z višjo energijo (nezapolnjen z elektroni) pa prevodni pas. Med njima je prepovedani pas v katerem ni elektronov. Kadar so elektroni toliko vzbujeni, da preskočijo iz valenčnega v prevodni pas, lahko snov prevaja električni tok. Kadar pa vnesemo primesi v kristal polprevodnika, se močno spremenijo njegove električne lastnosti. Primesi ustvarijo dodatna stanja v prepovedanem pasu, preskok v prevodni pas je lažji. Postopek vnosa primesi imenujemo dopiranje.
V izolatorjih je prepovedani pas zelo širok. Elektroni samo pri višjih temperaturah preskočijo v prevodni pas. Pri nižjih temperaturah ni elektronov v prevodnem pasu. Snov ne prevaja električnega toka.